# Andreas Nicolai (1567-1631)
Andreas Nicolai, född 1567 i Östra Husby församling, Östergötland, död 19 augusti 1631 i Östra Husby församling, Östergötland, var en svensk präst.

## Biografi
Andreas Nicolai föddes 1567 i Östra Husby församling. Han var son till kyrkoherden Nicolaus Andreæ och Karin Hansdotter. Nicolai studerade i Söderköping, Nyköping och Stockholm. Han prästvigdes 1589 till komminister i Östra Husby församling. År 1591 blev han kyrkoherde i församlingen efter sin fader. Nicolai avled 1631 i Östra Husby församling och begravdes i Östra Husby kyrka 31 augusti samma år med likpredikan av prosten Laurentius Laurinus i Häradshammars församling.
Nicolai deltog i Uppsala möte 1593 och Prästerskapets obligation och försäkring den 19 februari 1594.

### Familj
Nicolai gifte sig första gången med Margareta Nilsdotter. De fick tillsammans barnen Brita Andersdotter som var gift med befallningsmannen Matthias Pålzon i Södertörn, Anna Andersdotter som var gift med rektorn Johannis i Reval och ytterligare 5 barn.
Nicolai gifte sig andra gången med Magdalena Johansdotter. De fick tillsammans barnen Karin Andersdotter som var gift med biskopen Isak Rothovius i Åbo stift, Margareta Andersdotter som var gift med prosten Petrus Holstenius i Sköllersta församling, Daniel Andersson och ytterligare 4 barn.
Nicolai gifte sig tredje gången med Anna Jönsdotter (död 1641). Efter Nicolais död gifte hon sig med kyrkoherden Samuel Palumbus i Östra Husby församling.